# バチュカ

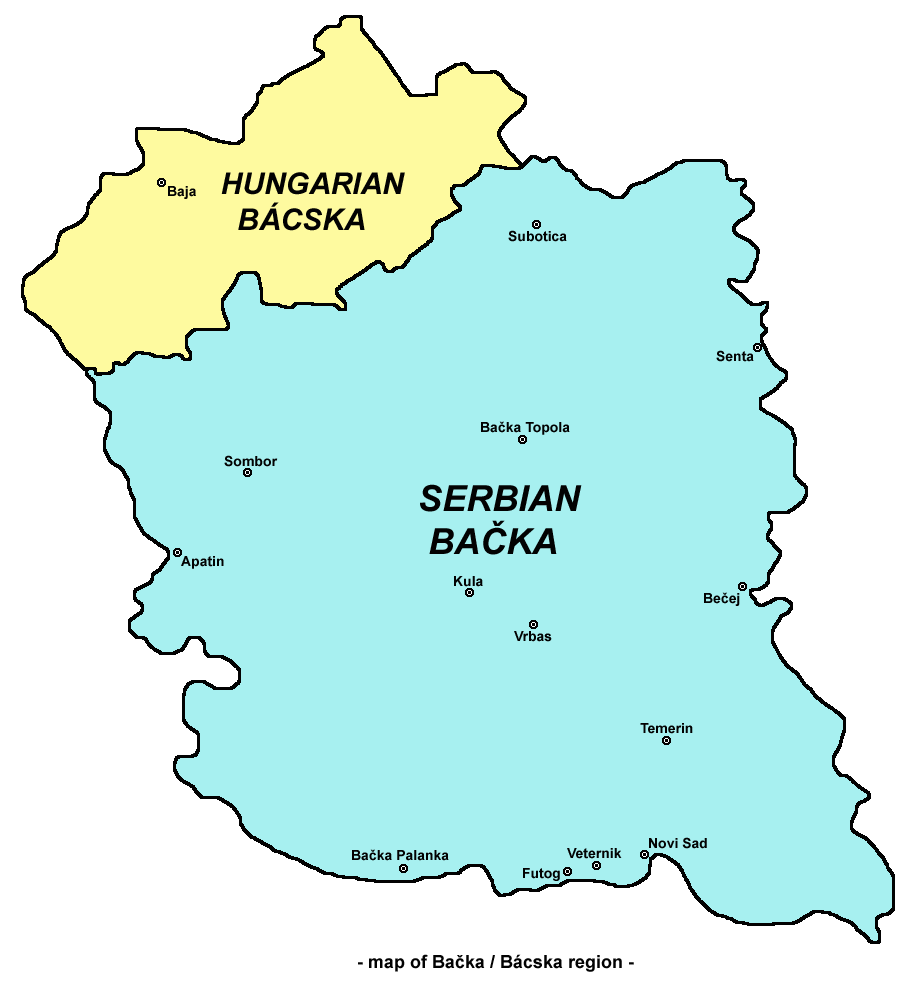
バチュカ地方

バチュカ、あるいはバーチュカ（セルビア語:Бачка / Bačka ([bâːtʃkaː])、ハンガリー語：Bácska (ハンガリー語発音: [ˈbaːtʃkɒ])、クロアチア語：Bačka、ブニェヴァツ語：Бачка / Bačka、スロバキア語：Báčka、パンノニア・ルシン語：Бачка、ドイツ語：Batschka）は、中央ヨーロッパ・パンノニア平原の一角を占める地域の名称であり、大部分はセルビアとハンガリーの領土となっている。その領域は西のドナウ川と東のティサ川に挟まれ、両者が合流するティテル付近が南端となる。
バチュカ地方の大半はセルビア領のヴォイヴォディナ自治州に属している。その州都・ノヴィ・サドはドナウ川の両岸にまたがっており、左岸地区（ノヴィ・サド区）はバチュカ地方、右岸地区（ペトロヴァラディン区）はスレム地方に含まれる。また、バチュカ地方の北部はハンガリー領のバーチ・キシュクン県に属している。バチュカ地方に含まれるドナウ川左岸の一部の無人の土地は、セルビアとクロアチアが領土係争中であり、旧ユーゴスラビア和平委員会調停委員会（バダンテール調停委員会）の意見ではクロアチア領とされたが、セルビアが実効支配している。

## 呼称
「バチュカ」は典型的なスラヴ語の地名であり、この地にあった歴史上の街・バチュ（Bač）に属する土地を意味する接尾辞（-ka）をつけたものである。同様の語尾を持った地名はクロアチア（Hrvatska）、ポーランド（Polska）のように、スラヴ語圏では一般的に見られるものである。「バチュ」の語源は不明であり、中世のヴラフ人、スラヴ人およびマジャル人の文献に記録されている。バチュの語源については古代バルカン諸語、ルーマニア語、スラヴ語、テュルク諸語 などの説がある。
この地域を表す呼称は、バチュ城の廷吏によって使われ始めたものであり、バチュの語源は古テュルク語の尊称バヤ（baya）に由来するのではないかとする説がある。

## 歴史
歴史上、バチュカ地方はダキア、ヤジゲ王国、フン帝国、ゲピド王国、アヴァール可汗国、第一次ブルガリア帝国、モラヴィア王国、ハンガリー王国、ヨヴァン・ネナド（Jovan Nenad）の侯国、オスマン帝国、ハプスブルク君主国、オーストリア帝国、オーストリア＝ハンガリー帝国、セルビア王国、セルビア人・クロアチア人・スロヴェニア人王国、ユーゴスラビア王国、ユーゴスラビア社会主義連邦共和国、ユーゴスラビア連邦共和国、セルビア・モンテネグロ、そして2006年からは独立国となったセルビアに属してきた。また、バチュカ北部の一部は1921年にバラニャ＝バヤ共和国の一部となり、同年中にハンガリーの一部となった。

### 古代・中世
バチュカには新石器時代より人が居住していた。インド・ヨーロッパ語族に属する民族集団は、紀元前4200年、同3300年、同2800年の3回の流入によってバチュカに定着した。この地の最古の住民はイリュリア人に属する部族であったと考えられている。後に、ダキア人やケルト人、サルマタイ人（ヤジゲ族）、ゲピド族がこの地に住んでいたことが記されている。
現代のセルビア人の祖先にあたるスラヴ人の一派がバチュカに移住したのは6世紀から7世紀ごろにかけてであり、その後スラヴ人たちはバルカン半島各地へと進出していった。9世紀にはバチュカは第一次ブルガリア帝国の一部となり、ブルガリアのヴォイヴォダ・サランがこの地を支配し、彼の侯国の首都はティテルに置かれた。10世紀初頭には、サランの侯国はハンガリーの支配下となった。

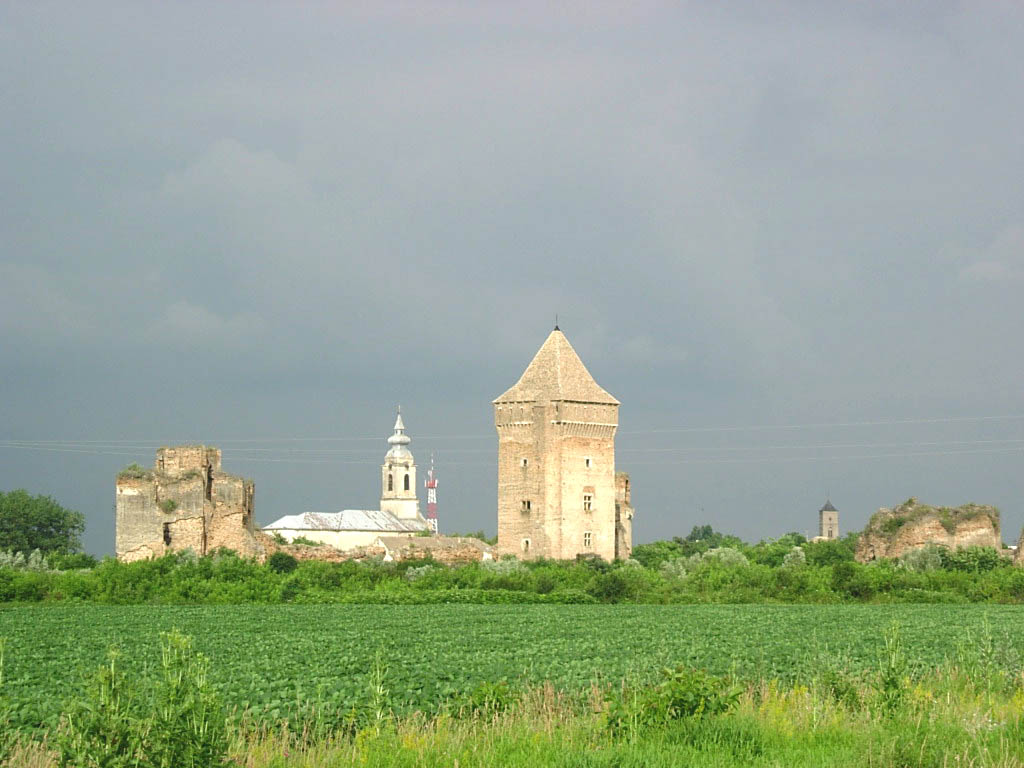
バチュの要塞と街

11世紀、中世ハンガリー王国の統治下でバチェンシス県（Bacsensis）が置かれ、バチュ（Bács / Bač）がその県都に定められた。記録上最古のバチェンシスの知事は1074年のヴィド（Vid）というスラヴ語の名前を持った人物であった。この時代、バチュカにはスラヴ人もマジャル人も居住していた。セルビアの歴史家ミレンコ・パリッチ（Milenko Palić）によると、ヴィドは他の2人のセルビア人、イリヤ（Ilija）およびラドヴァン（Radovan）とともに、11世紀末のハンガリー王国における継承争いに加わったと言われている。
1526年にハンガリー王国がオスマン帝国に敗北すると、バチュカは1527年までの間、現在のヴォイヴォディナ一帯を占めるセルビア人の独立国の一部となった。この国を統治したのはヨヴァン・ネナド（Jovan Nenad）であり、首都はスボティツァに置かれた。ヨヴァン・ネナドが殺害されると彼の侯国は崩壊し、バチュカは一時的にハンガリーの支配下となったが、すぐにオスマン帝国の所領となった。

### 近世
オスマン帝国の統治下（16世紀 - 17世紀）では、バチュカはセゲディン・サンジャク（県）の一部とされた。セゲディン県ではセルビア人が住民の絶対多数を占め、その他にイスラム教徒などがいた。1699年、バチュカはハプスブルク君主国の所領となった。バチュカ地方の西部にバチェンシス県が設置され、その他の地域は軍政国境地帯のティサ-ムレシュ管区に編入された。1751年にこの地域で軍政国境地帯が廃止されると、同地帯に属していたバチュカ東部もバチェンシス県に編入された。その後もバチュカ地方の一部・シャイカシュカは軍政国境地帯の一部とされていたが、1873年には同地域も民政移管された。
オーストリア帝国による1715年 - 1720年の国勢調査によると、この地域の住民の大部分（97.6%）はセルビア人、ブニェヴァツ人、ショカツ人（Šokci）によって占められ（1715年 がこれらの民族に属していた。住民のうちハンガリー人（マジャル人は1.9%にあたる530人、ドイツ人は0.5%に過ぎなかった。長く続いたオスマン帝国との戦争の中に疲弊し、人口密度の低い地域であったが、18世紀にハプスブルク帝国はこの地域への植民を強化した。かつてこの地に住んでいたイスラム教徒はほぼすべてがオスマン帝国領へ脱出するか追放され、バチュカには残っていなかった。新たにこの地に入植した住民の多くは、オスマン帝国領から移住してきたセルビア人や、マジャル人、ドイツ人などであった。ドイツ人の多くはシュヴァーベン地方から移住したため、彼らはドナウ・シュヴァーベン人と呼ばれた。一部のドイツ人はオーストリア、バイエルン、アルザスなどからも移住した。ルーテル教会に属するスロバキア人や、ルシン人なども入植したが、その規模はセルビア人などよりもずっと少なかった。
1751年まで軍政国境地帯に属していた東部地域からもセルビア人が流入した。軍政国境地帯のうちティサ＝ムレシュ管区が廃止されると、この地域へもバチュカ北東部からセルビア人が移住した。セルビア人はこの他にロシア帝国（特に新セルビアおよびスラヴ・セルビア）や、その後も軍政国境地帯の一部であったバナトへも移住している。

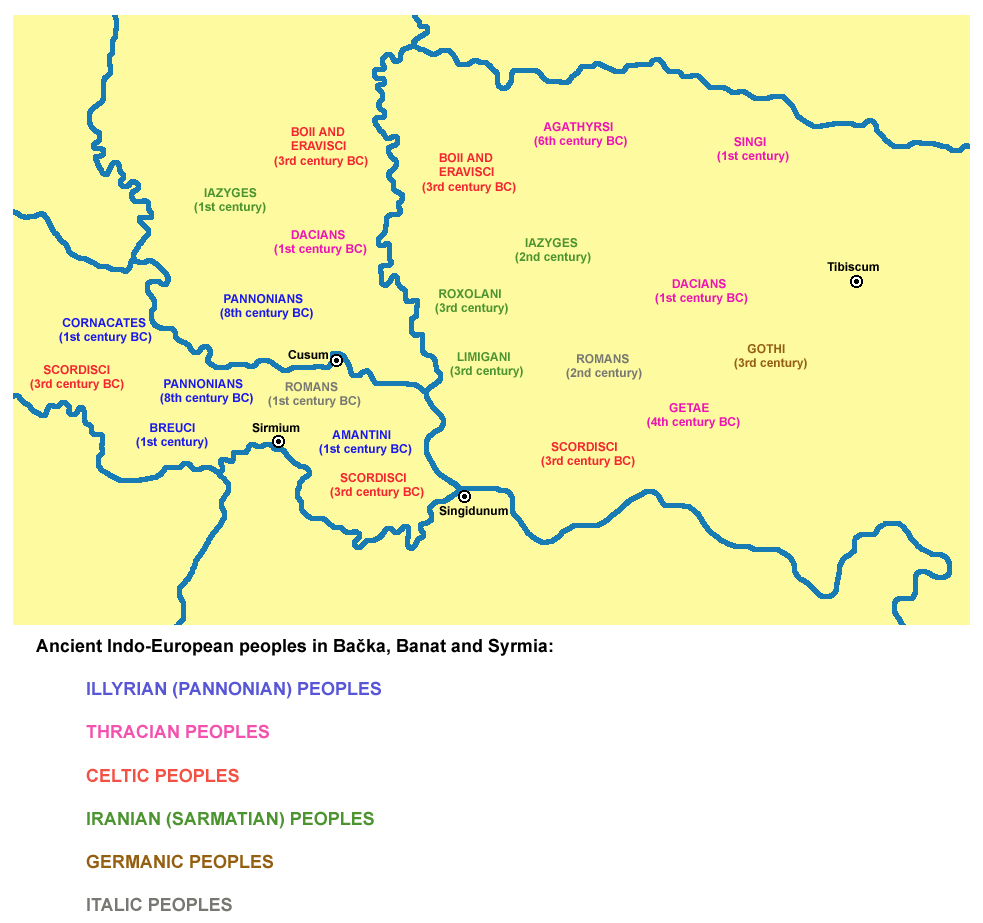
古代におけるバチュカのインド・ヨーロッパ語族の分布
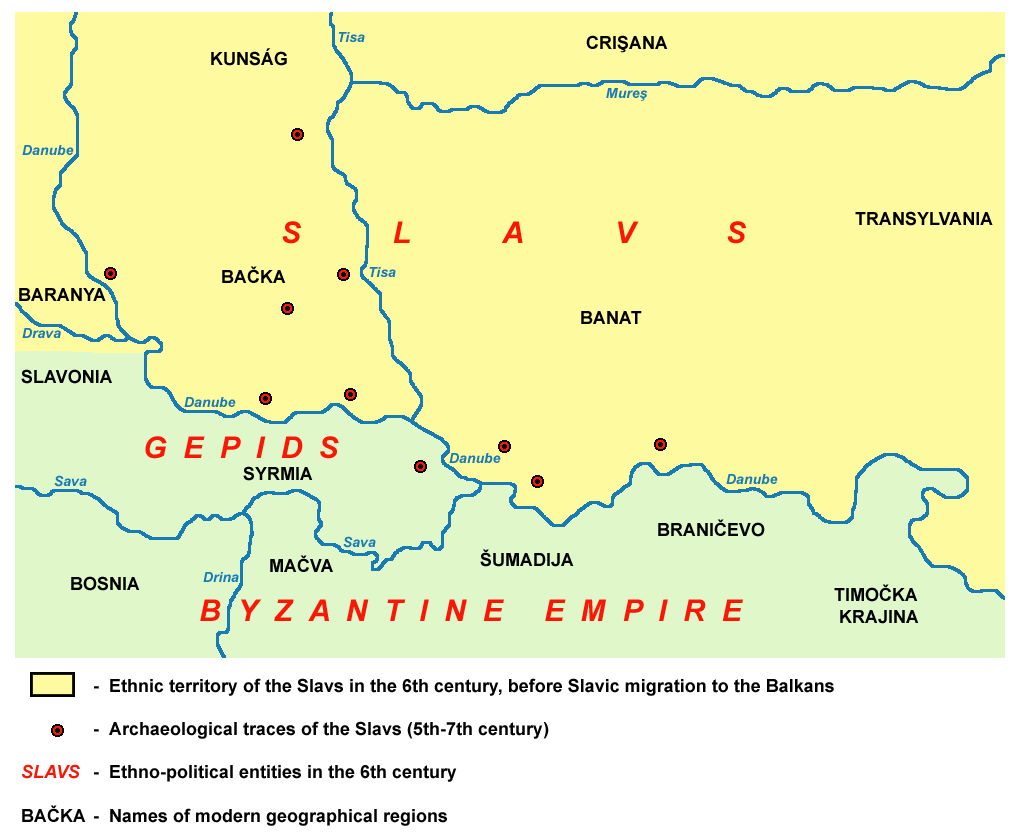
6世紀におけるスラヴ人の分布
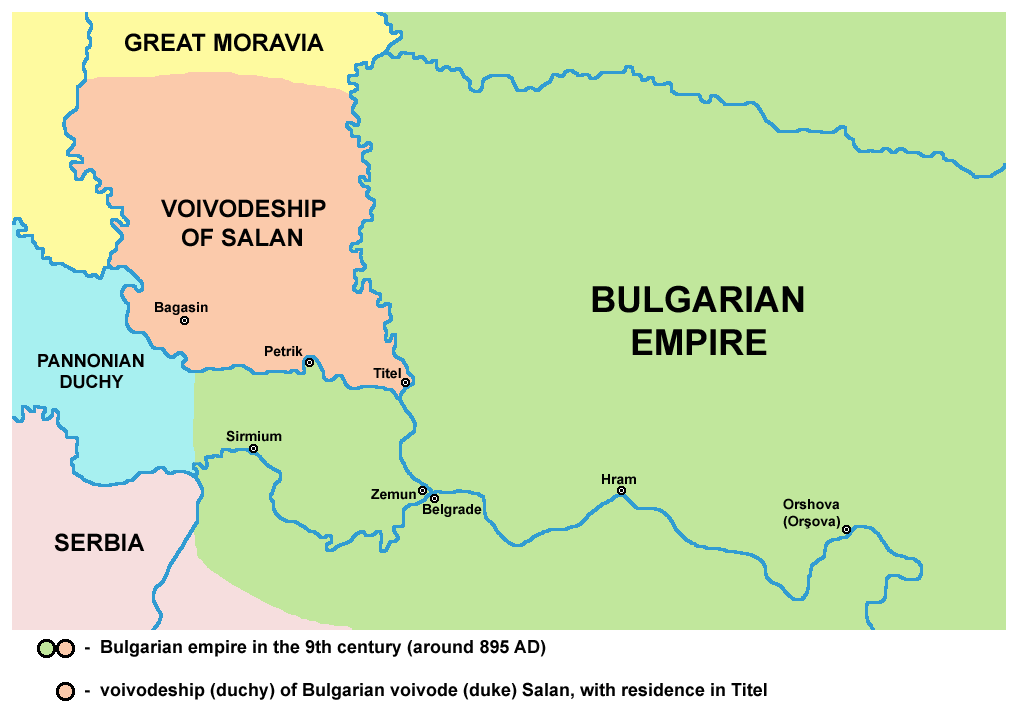
9世紀、ブルガリア帝国のサランの侯国
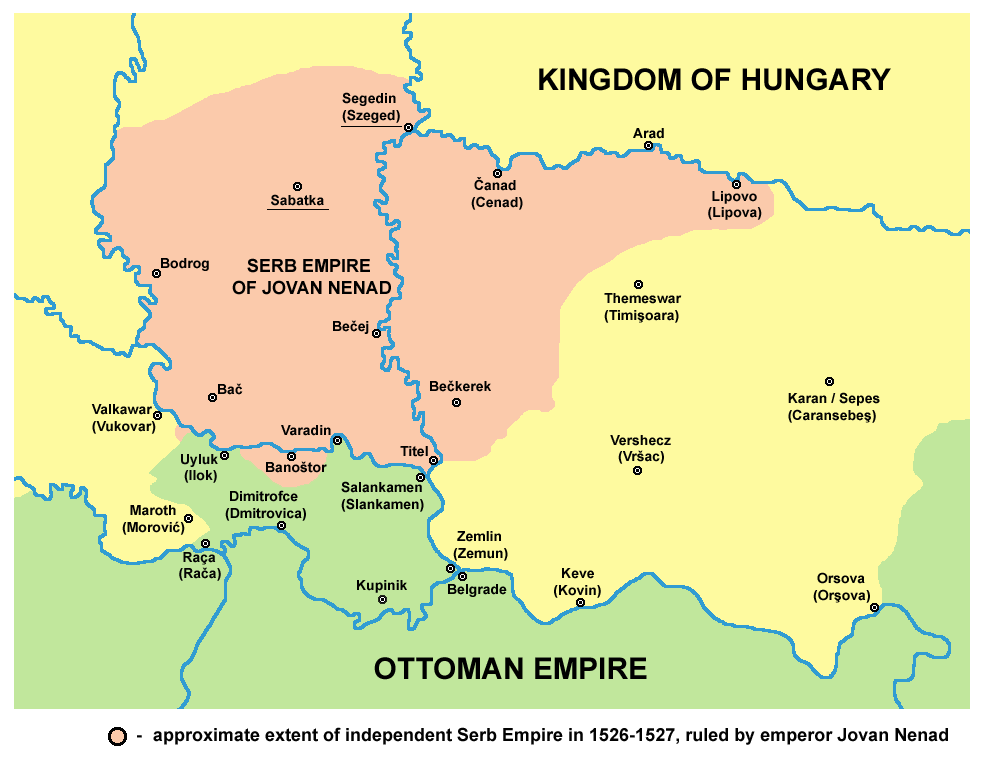
1526年 - 1527年、ヨヴァン・ネナドのセルビア人侯国
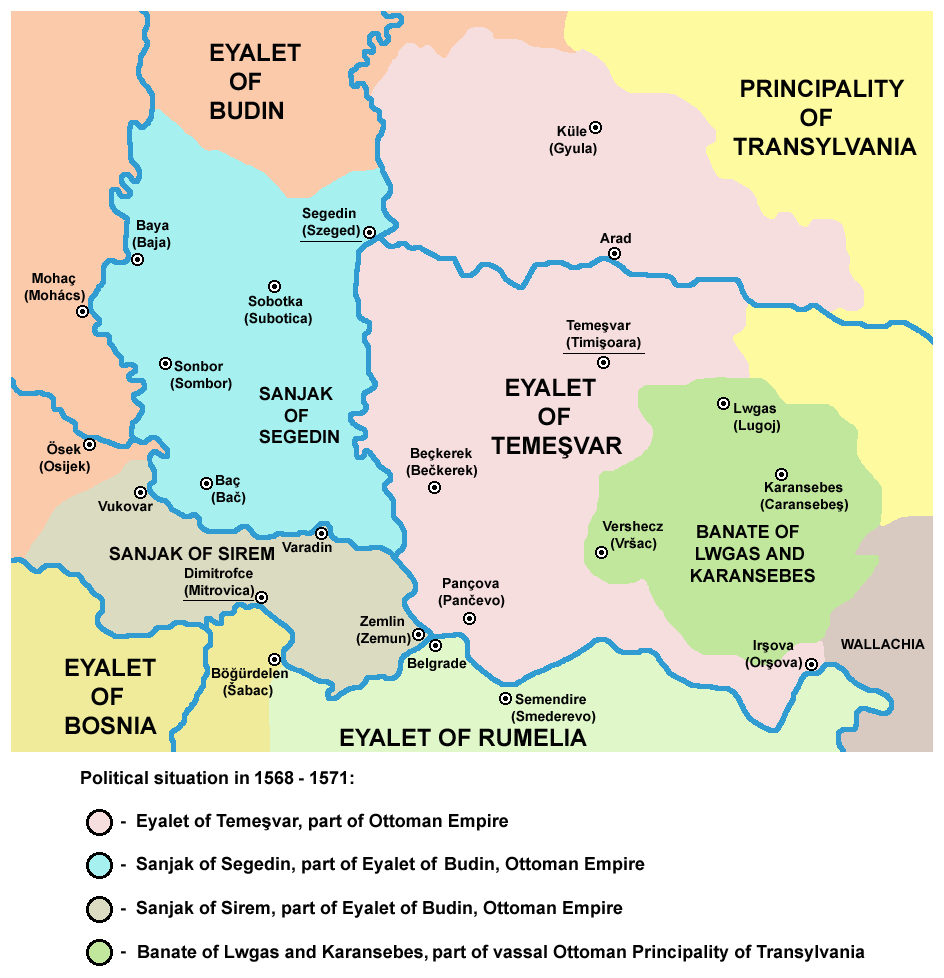
1568年 - 1571年、オスマン帝国のセゲディン県の範囲
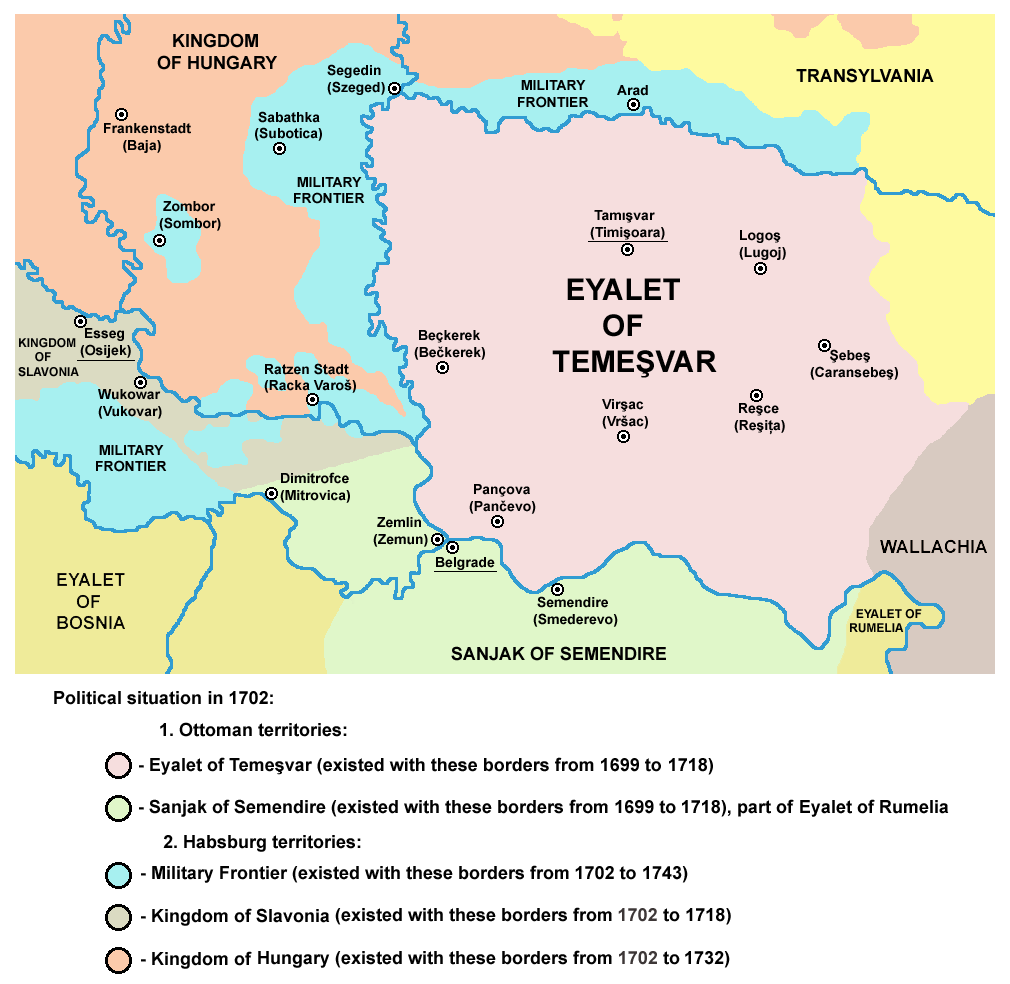
1699年のオーストリア帝国・軍政国境地帯の範囲

1848年から1849年にかけて、バチュカはオーストリア帝国内の自治領・セルビア・ヴォイヴォディナの一部となり、1849年から1860年まではセルビア・ヴォイヴォディナおよびタミシュ・バナトという独自のオーストリア皇帝属領となった。同侯国の公用語はドイツ語とイリュリア語（セルビア・クロアチア語）とされた。1860年に帝国がオーストリア＝ハンガリー帝国に改組されると、セルビア・ヴォイヴォディナおよびタミシュ・バナトは廃止され、バチュカは帝国の構成体であるハンガリー王国の一部となった。
1910年の国勢調査によると、バチュカの人口は704,563人であり、うち43.2%（310,490人）はハンガリー語話者、28.1%は南スラヴ諸語（セルビア・クロアチア語）の話者、22.5%はドイツ語の話者であった。しかしスラヴ語とハンガリー語の両方が話せるユダヤ人はハンガリー語話者として記録されているため、地域の民族構成は言語話者構成とは異なっている。
第一次世界大戦中の1918年10月末、オーストリア＝ハンガリー帝国は解体され、同年11月3日に正式に降伏した。バナト・バチュカおよびバラニャのスラヴ人は独自の地域行政組織を立ち上げ、人民防護隊（Narodna straža）という独自の軍事組織を結成した。新しい地域行政組織は、ノヴィ・サドにあるセルビア人評議会（Srpski narodni odbor）と、その下部組織である地域住民の評議会（Narodni odbori）によって構成された。セルビア人評議会の軍事組織はノヴィ・サド空港に自前の航空機を保有した。11月18日から24日にかけて行われた選挙の後、バナト・バチュカおよびバラニャのセルビア人・ブニェヴァツ人およびその他スラヴ人大人民評議会が11月25日に召集され、これらの地域のセルビア王国への編入を宣言した。バナト・バチュカおよびバラニャの新しい行政機構も設立された。ベオグラードのセルビア政府は、評議会による宣言を受け入れたものの、地域の行政機構の存在を認めることはなかった。最終的に、バナト・バチュカおよびバラニャの地域政府は、1919年3月12日に最後の評議会が閉会するまで存続した
1918年12月1日、セルビア王国はスロベニア人・クロアチア人・セルビア人国と統合され、セルビア人・クロアチア人・スロバキア人王国となった。新しい王国の主権は1919年のサン＝ジェルマン条約で承認された。1920年6月4日のトリアノン条約では、独立国となったハンガリー王国とセルビア人・クロアチア人・スロベニア人王国の正確な国境が確定された。これにより、バチュカ地方の北部はハンガリーのバーチ・ボドログ県の一部となり、バヤ（Baja）がその県都となった。同県は後にバーチ・キシュクン県へと編入された。バチュカ地方のこの他の領域はセルビア人・クロアチア人・スロベニア人王国、後のユーゴスラビア王国の一部となった。ユーゴスラビア領のバチュカは1918年から1922年までは同名の県、1922年から1929年までは州（オブラスト）となり、1929年にドナウ州に編入された。
1820年から1910年までに、バチュカのハンガリー語話者の数は121,688人（31.5%）から363,518人（44.75%）まで増大した。同じ期間で南スラヴ人の数は1820年の44%から1910年の27%にまで減少している。1921年の国勢調査では、1910年と比べてハンガリー語話者の数は40,000人減少している。特にスボティツァではこの傾向が顕著であり、1910年の国勢調査では55,587人のハンガリー語話者と33,247人のブニェヴァツ語話者が記録されていたが、1921年には60,700人のセルビア・クロアチア語話者と26,750人のハンガリー語話者が記録されている。これは、スボティツァに多数が住んでいたブニェヴァツ人のうち、ハンガリー語の知識がある者が1910年の調査ではハンガリー語話者として記録されたことによる。1921年から1931年にかけて、バチュカ地方のハンガリー語話者数は260,998人から268,711人に拡大した。この間にスラヴ人の数は91,800人の増加があった。
第二次世界大戦中の1941年、ユーゴスラビア領のバチュカ地方は枢軸国によって占領され、ホルティ・ミクローシュ率いるハンガリーに併合された。この占領に先立つ1931年の国勢調査では、ユーゴスラビア領バチュカには784,896人が住み、うち284,865人がユーゴスラビア人（セルビア人、クロアチア人、ブニェヴァツ人、ショカツ人など）、268,711人がハンガリー人、169,858人がドイツ人であった。ハンガリー人の占領当局は地域から大規模にセルビア人を排除し、他の中央ヨーロッパ地域からハンガリー人を入植させた。1941年にハンガリーによって実施された国勢調査では、民族構成は大幅に変わっていた。それによると、バチュカの住民は789,705人であり、うち45.4%あるいは47.2%はハンガリー語話者（ただし、ハンガリー語を母語としない者も含まれる）であった。占領下において、ハンガリーは2万人のセルビア人、ユダヤ人、ロマを殺害した。1944年に第二次世界大戦が終わり、枢軸国による占領が終焉すると、ユーゴスラビア民主連邦共和国が成立し、かつてユーゴスラビア領であった地域はユーゴスラビア領へと復した。枢軸国の敗北に伴って、バチュカに住むドイツ人の多くがドイツ軍とともに地域を脱出した。ドイツ人のうちごく一部、女性や子供、老人を中心とする数千人がその後もバチュカに留まったが、彼らは収容所に送られ、栄養失調や病気によって多くが死亡した。終戦後、ユーゴスラビア・パルチザンの人員がこの地に住むドイツ人やハンガリー人、セルビア人の一部、あわせて数万人を殺害している。パルチザンによる殺害の被害者数の推計は、ドイツ人が17,000人 から56,000人、ハンガリー人が4,000人 から40,000人、セルビア人が23,000人から24,000人 などとなっている。
スレム / スリイェム東部、バナト西部、マチュヴァ北部とユーゴスラビア領バチュカは、1945年に設置されたヴォイヴォディナ自治州の一部となった。1992年にユーゴスラビア社会主義連邦共和国が崩壊すると、ヴォイヴォディナはユーゴスラビア連邦共和国の一部となり、2003年よりセルビア・モンテネグロ、2006年には連邦を解消して独立国となったセルビア共和国の一部となっている。

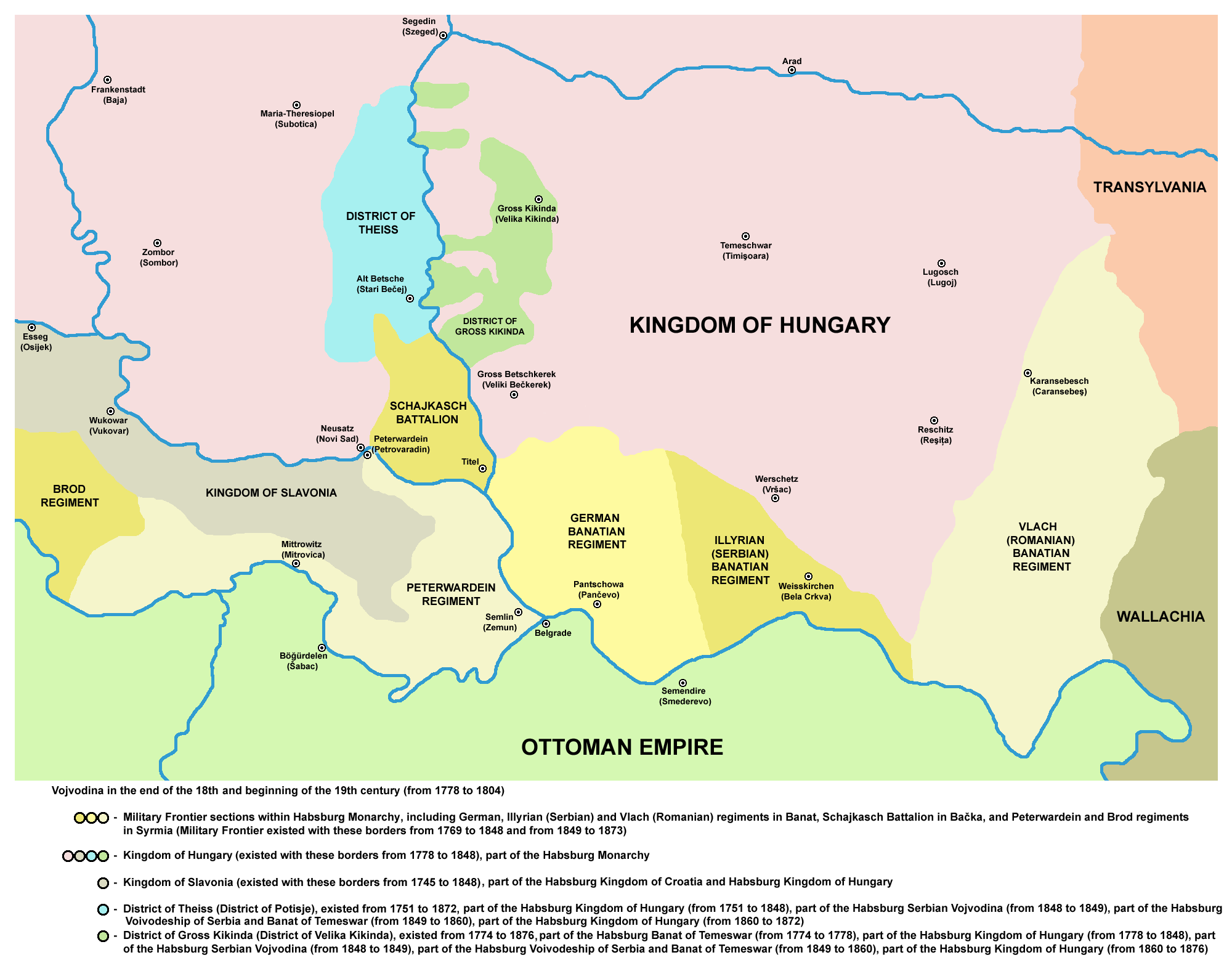
18世紀 - 19世紀、バナト域内に設置された軍政国境地帯のシャイカシュ大隊管区と、ポティシェ地区 District of Potisje
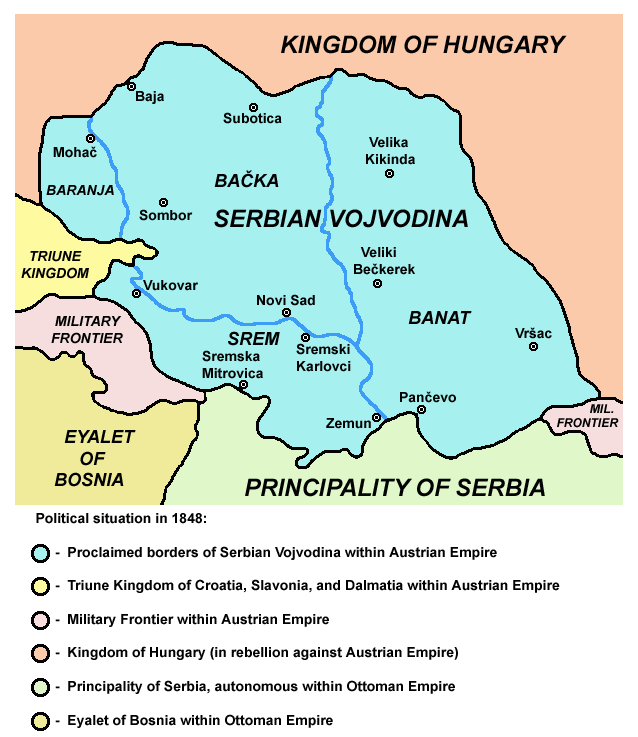
1848年にオーストリアの自治領として成立したセルビア・ヴォイヴォディナ Serbian Voivodship の領域
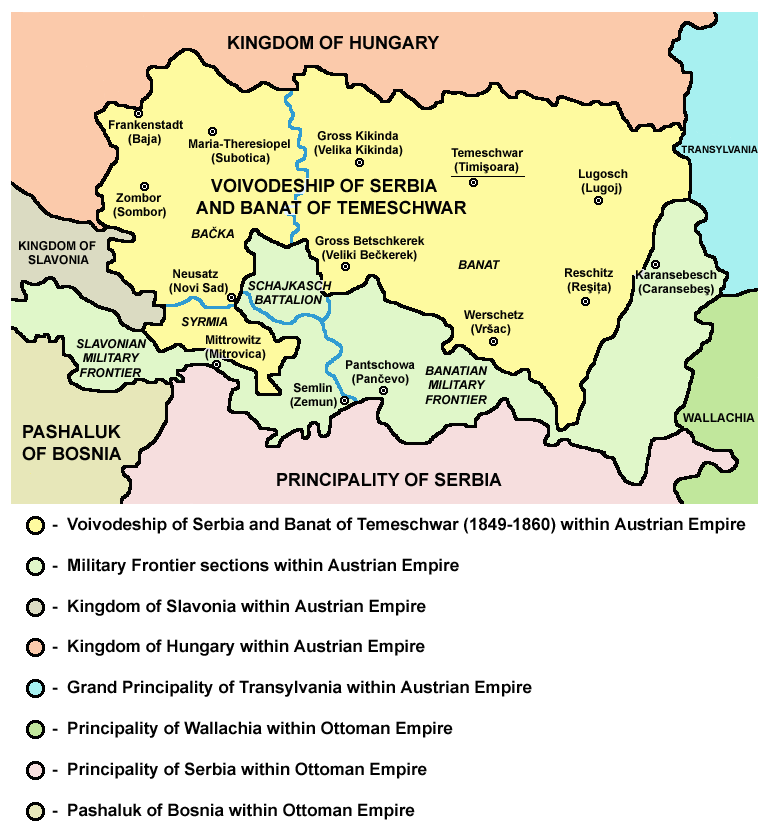
セルビア・ヴォイヴォディナおよびタミシュ・バナト（1849年 - 1860年）
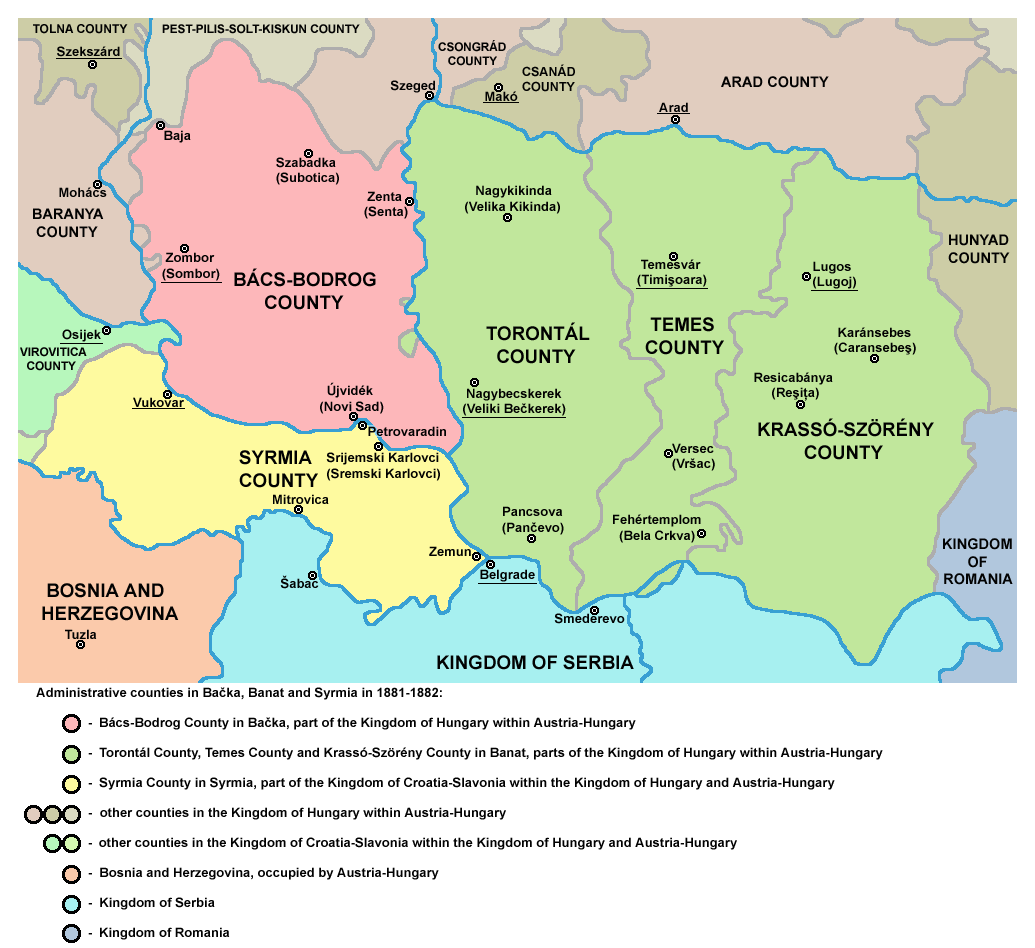
セルビア・ヴォイヴォディナおよびタミシュ・バナト成立時のスレム、バチュカおよびバナト地方
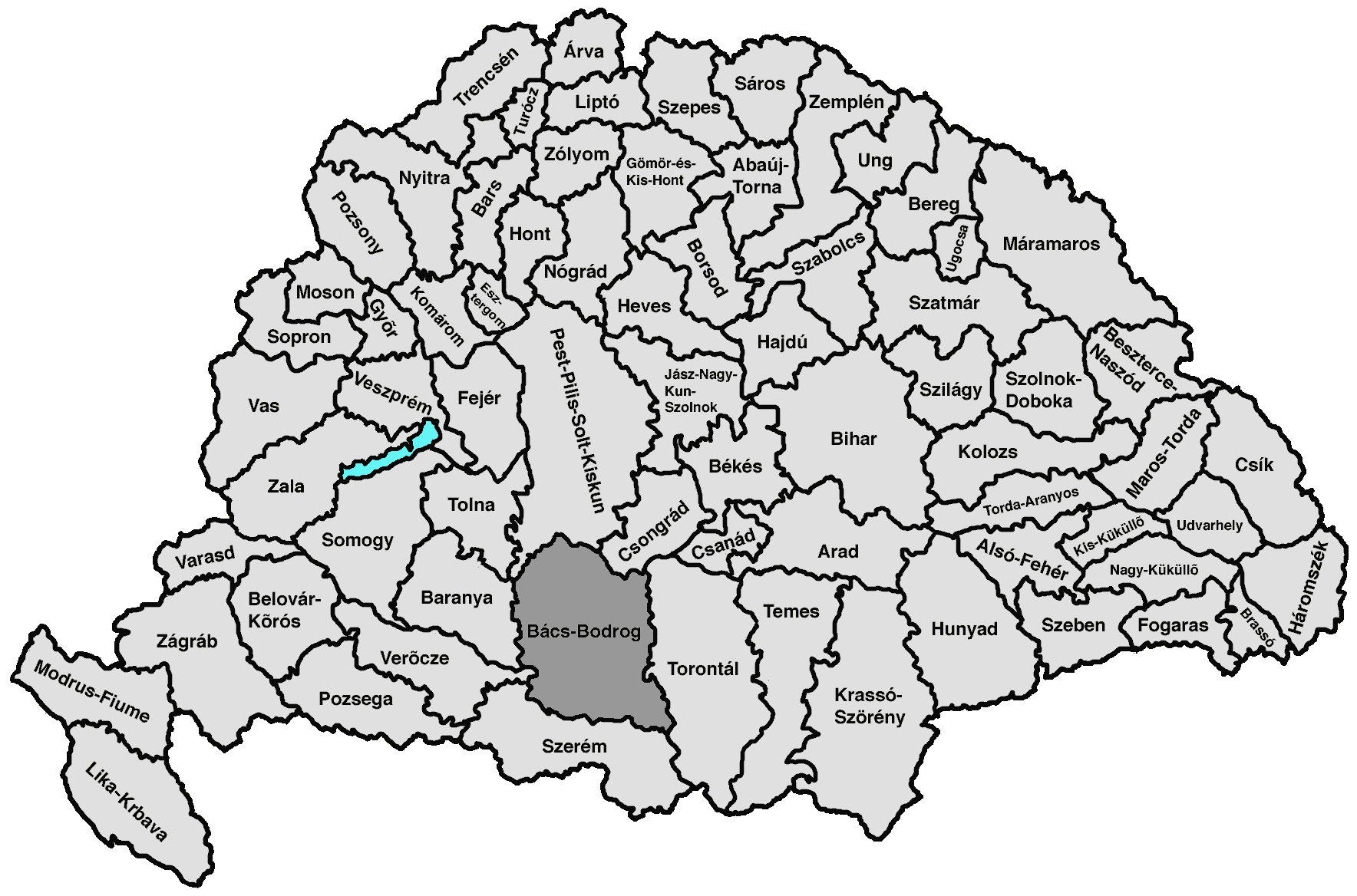
ハンガリー王国におけるバーチ・ボドログ県
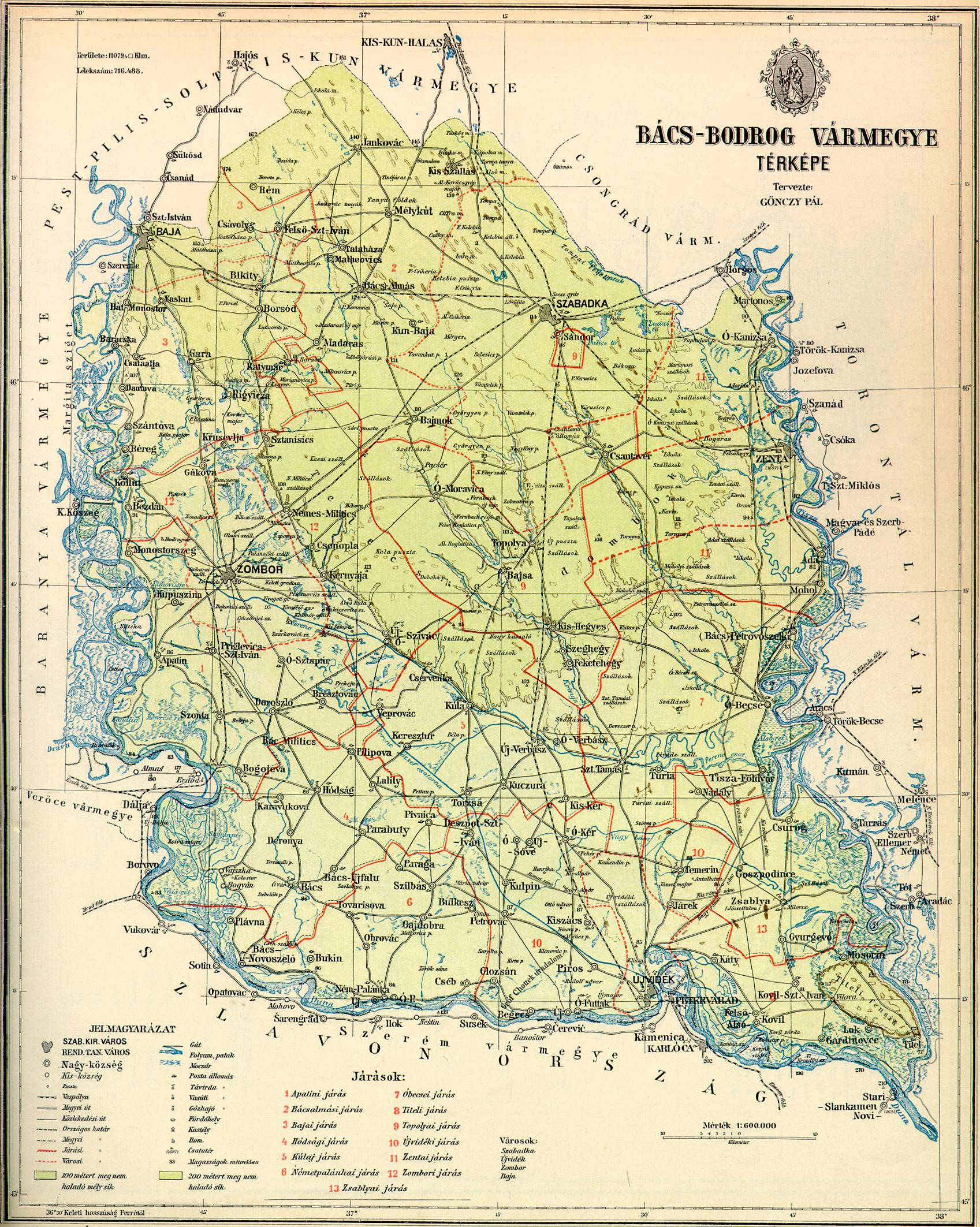
バーチ・ボドログ県の詳細地図
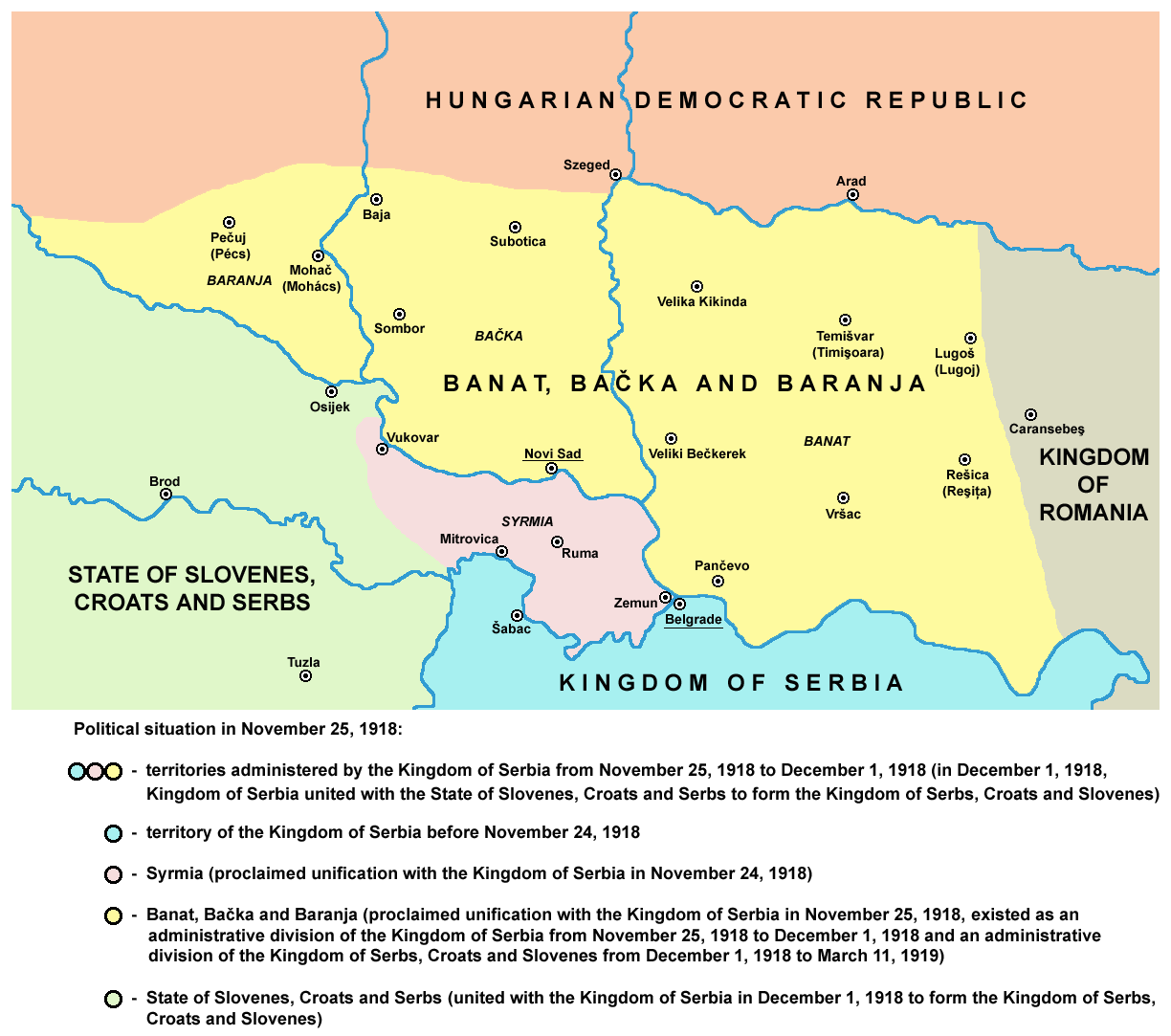
1918年のバナト・バチュカおよびバラニャ

## 地理

### セルビア領バチュカ
セルビア領バチュカは、以下の郡に分けられる
- 西バチュカ郡
- 北バチュカ郡
- 南バチュカ郡

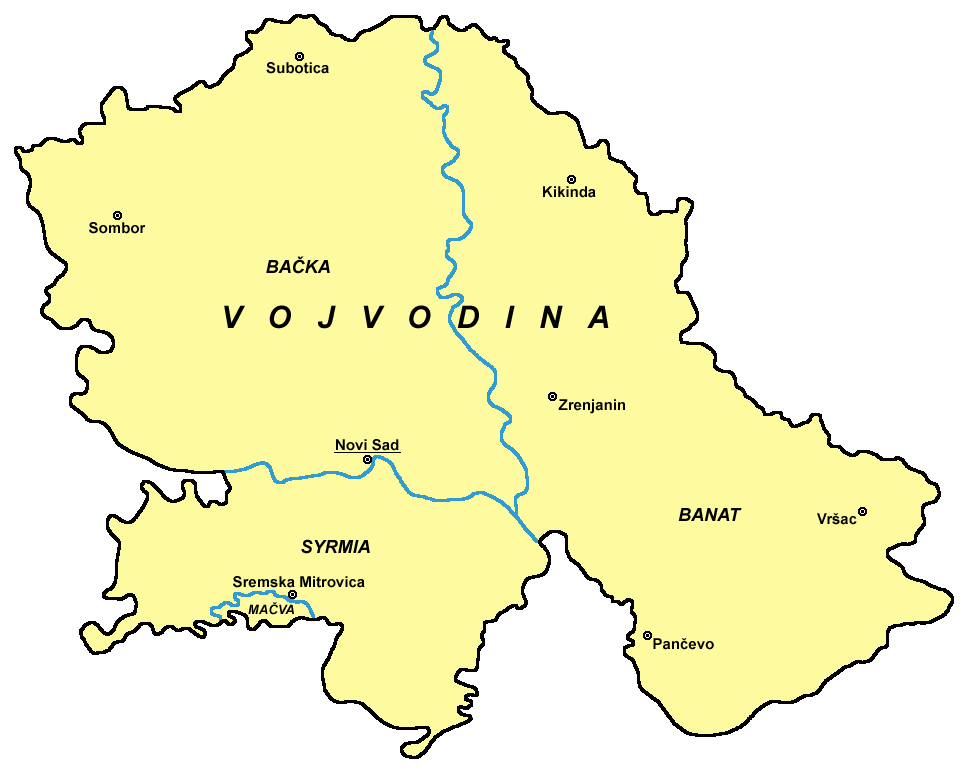
ヴォイヴォディナにおけるバチュカ地方

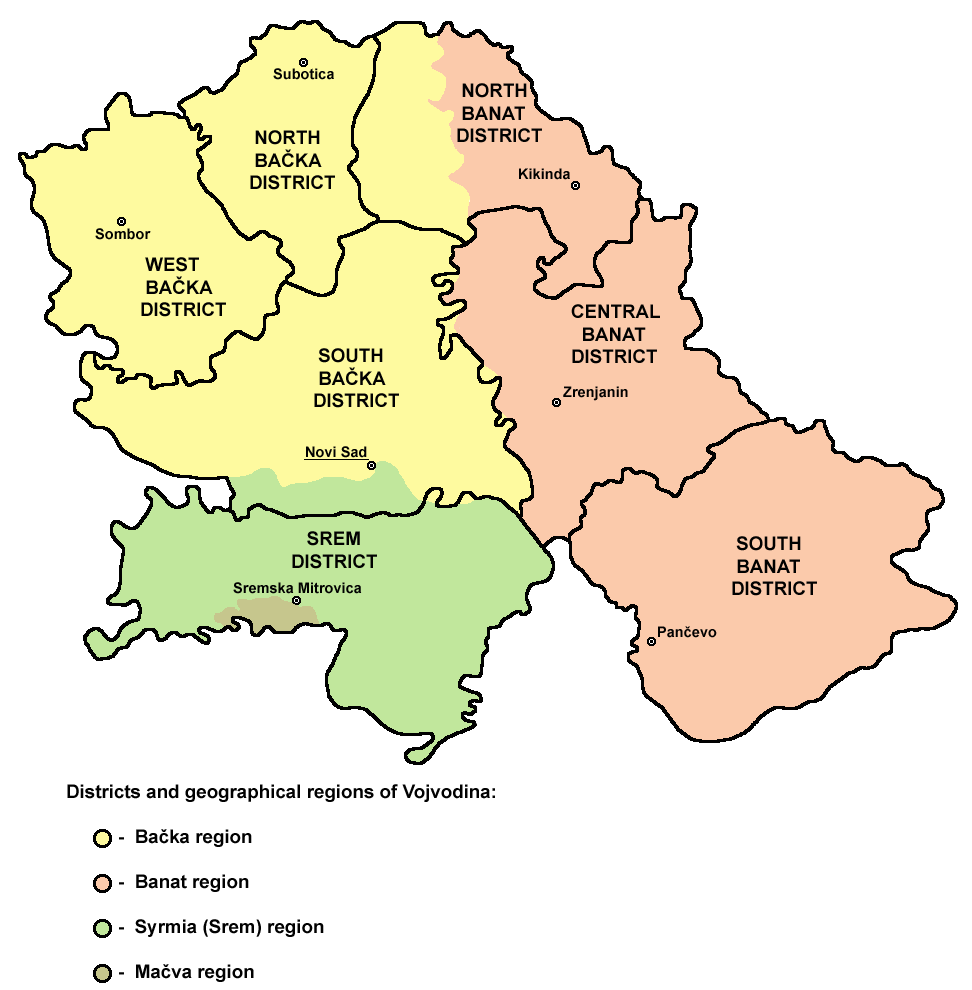
ヴォイヴォディナの郡

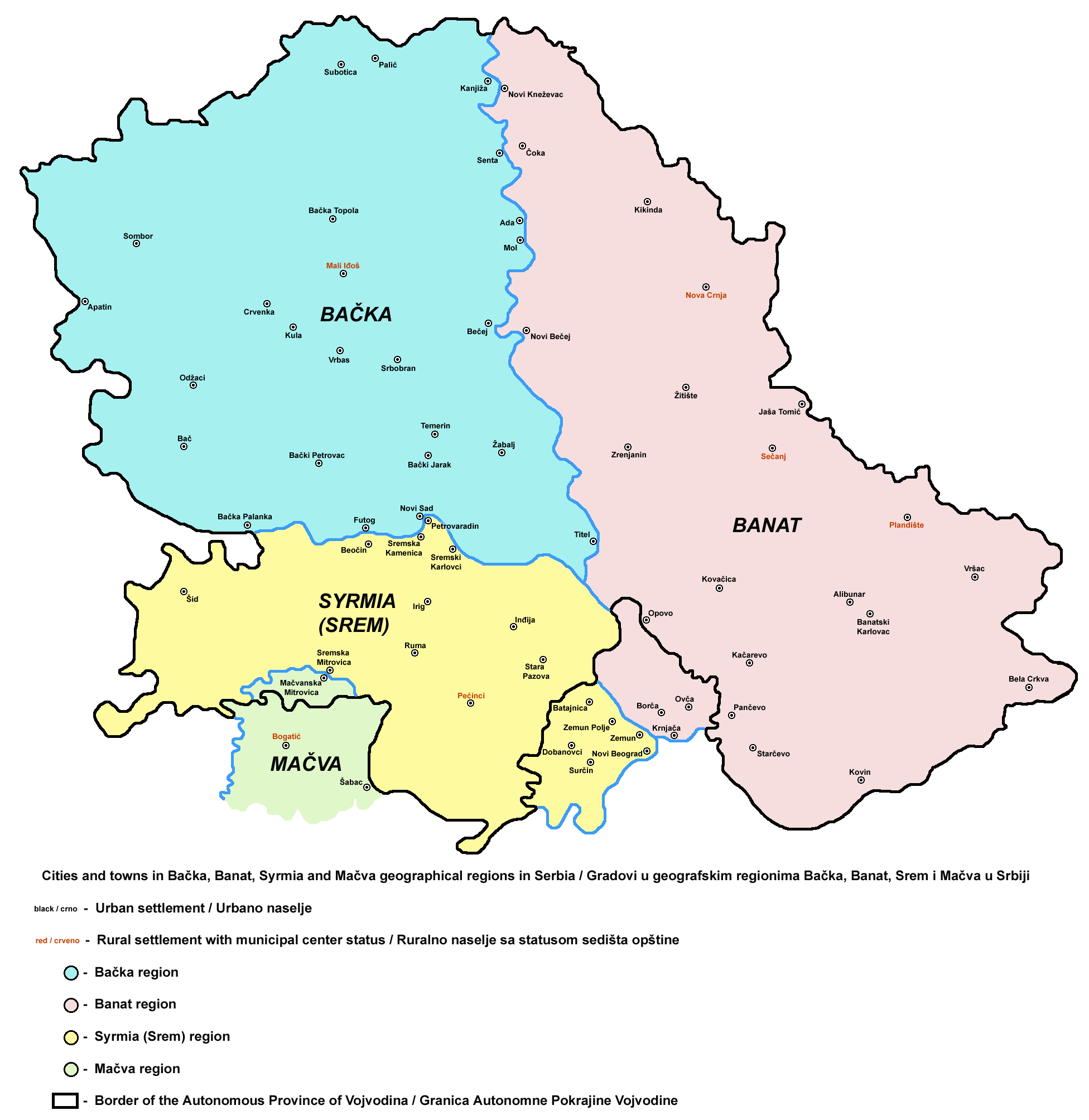
セルビア領バチュカの主要都市

スレムスキ・カルロヴツィ市、ペトロヴァラディン区、ベオチン市およびバチュカ・パランカ市の南部は南バチュカ郡に含まれるが、ドナウ川より西にあるため地理的にはスレム地方に含まれる。また、アダ市、センタ市、カニジャ市は地理的にはバチュカ地方に含まれるが、行政的には北バナト郡に属する。
セルビア領バチュカには以下のような街がある（人口は2009年のもの）:
- ノヴィ・サド (284,252)
- スボティツァ (105,717)
- ソンボル (53,094)
- バチュカ・パランカ (31,494)
- ヴルバス (26,484)
- ベチェイ (25,840)
- テメリン (20,903)
- フトグ (20,491)
- センタ (20,363)
- アパティン (20,316)
- クラ (19,723)
- ヴェテルニク (16,802)
- バチュカ・トポラ (16,207)
- スルボブラン (13,447)
- カチ (12,562)
- ツルヴェンカ (10,255)
- ジャバリ (10,238)
- カニジャ (10,193)
- アダ (10,083)
- オジャツィ (9,832)
- バイモク (8,586)
- パリチ (7,745)
- モル (6,780)
- バチュキ・ペトロヴァツ (6,727)
- バチュ (6,087)
- バチュキ・ヤラク (6,049)
- ティテル (5,894)

- センタ、カニジャ、アダ、モルは地理的にはバチュカに属するが、行政上は北バナト郡に含まれる。

ドナウ川沿岸の沖積平野、氾濫原、湿地、河畔林、ステップ、塩沼、ヨシ原などは2012年にラムサール条約登録地、2017年にユネスコの生物圏保護区に指定された。一帯にはウォーターヴァイオレット、デンジソウなどの植物が生え、ベヒシュタインホオヒゲコウモリ、ユーラシアカワウソ、アカシカ、コチョウザメ、ナベコウ、ホクオウクシイモリなどの動物が生息している。

### ハンガリー領バーチュカ

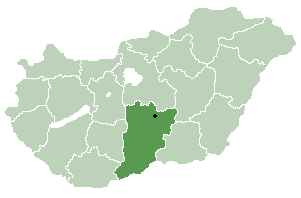
ハンガリーのバーチ・キシュクン県

ハンガリー領バーチュカの大部分は、バーチ・キシュクン県に含まれるが、一部はバラニャ県に含まれる。
ハンガリー領バーチュカには以下の自治体が含まれる
- バヤイ (76,906)
- バーチャルマーシ (18,578)
- ヤーノシュハルマイ (17,885)

ハンガリー領バーチュカの一部はキシュクンハラシュ自治体およびモハーチ自治体にも含まれるが、これらの自治体の主要部はバーチュカの外にある。
ハンガリー領バーチュカの主要都市は以下のとおりである
- バヤ (38,143)
- ヤーノシュハルマ (9,866)
- バーチャルマーシュ (7,694)

## 住民

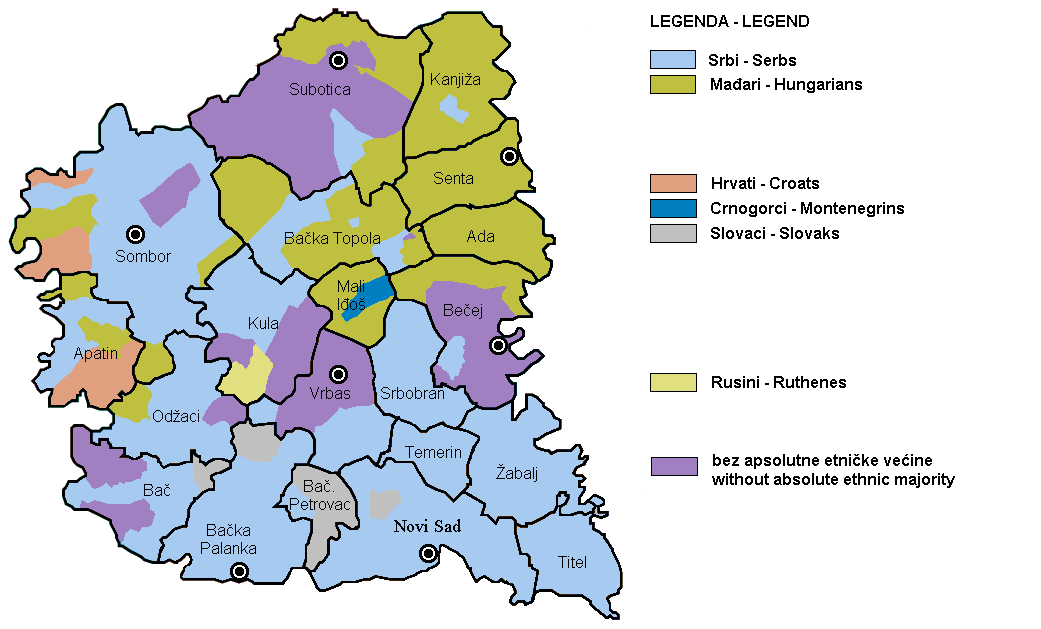
セルビア領バチュカの民族分布図（2002年セルビア国勢調査より）

### セルビア
2002年のセルビアの国勢調査によると、セルビア領バチュカの人口は1,022,524人であり、その民族別の内訳は以下のとおりである
- 559,700人 (54.74%) セルビア人
- 221,882人 (21.70%) マジャル人（ハンガリー人）
- その他（スロバキア人、クロアチア人、ブニェヴァツ人、ショカツ人、ルシン人、モンテネグロ人、ユーゴスラビア人、ロマ、ドイツ人など）

### ハンガリー
2001年のハンガリーの国勢調査によると、ハンガリー領バーチュカの人口（バヤイ、バーチャルマーシ、ヤーノシュハルマイの各自治体の人口計）は113,432人である。ただし、ハンガリー領バーチュカの一部は3自治体以外にも及んでおり、その値は含まれていない。ハンガリー領バーチュカの住民の大部分は民族的にはマジャル人（ハンガリー人）である。

## 写真

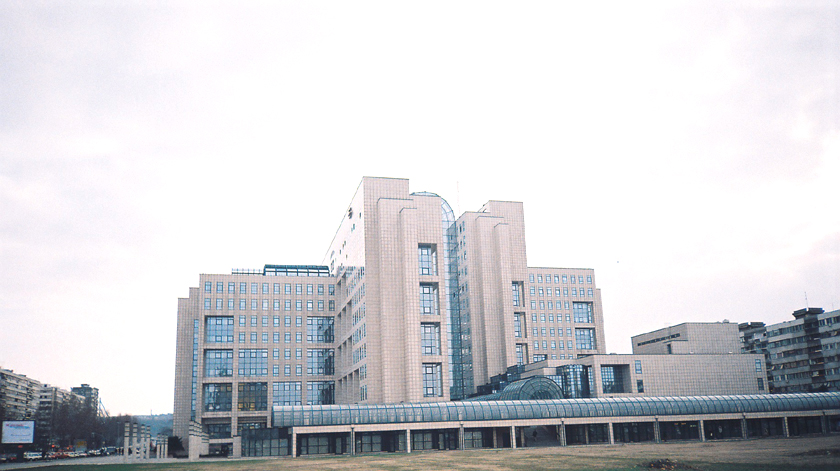
ノヴィ・サド
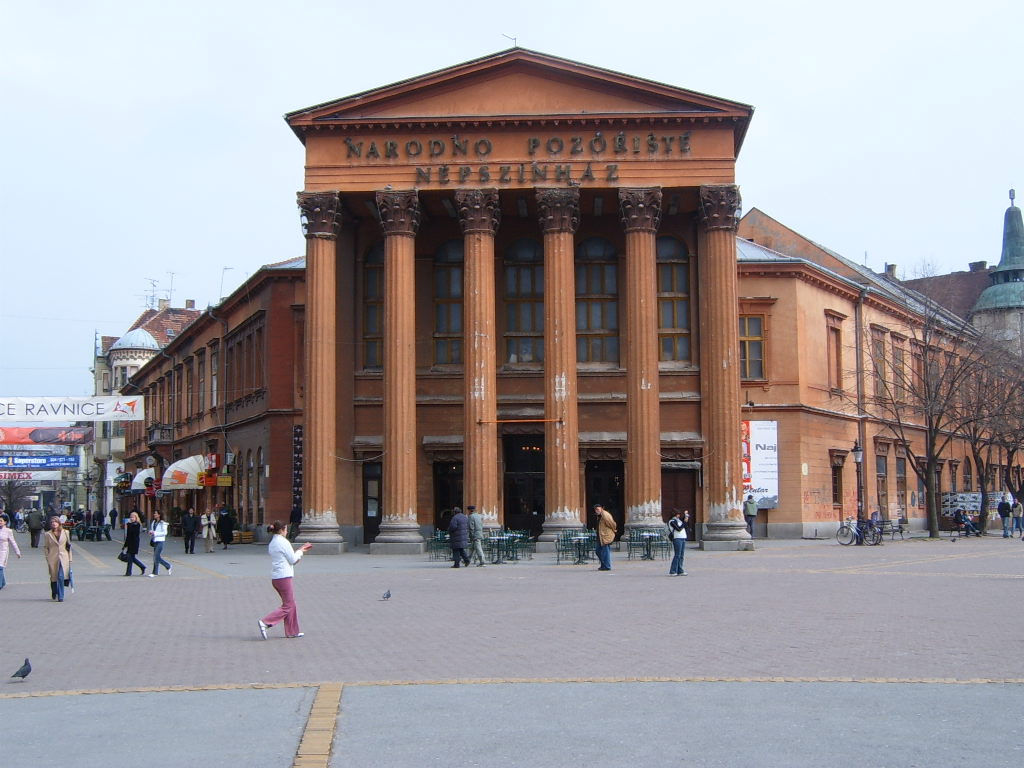
スボティツァ
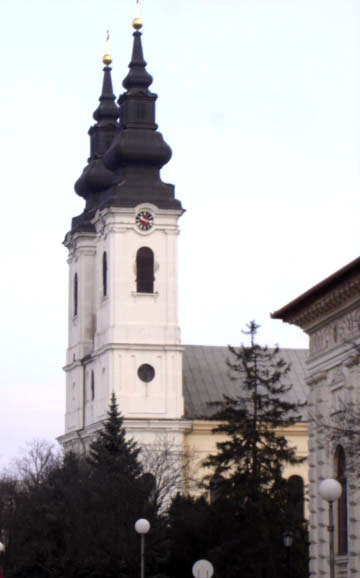
スルボブラン
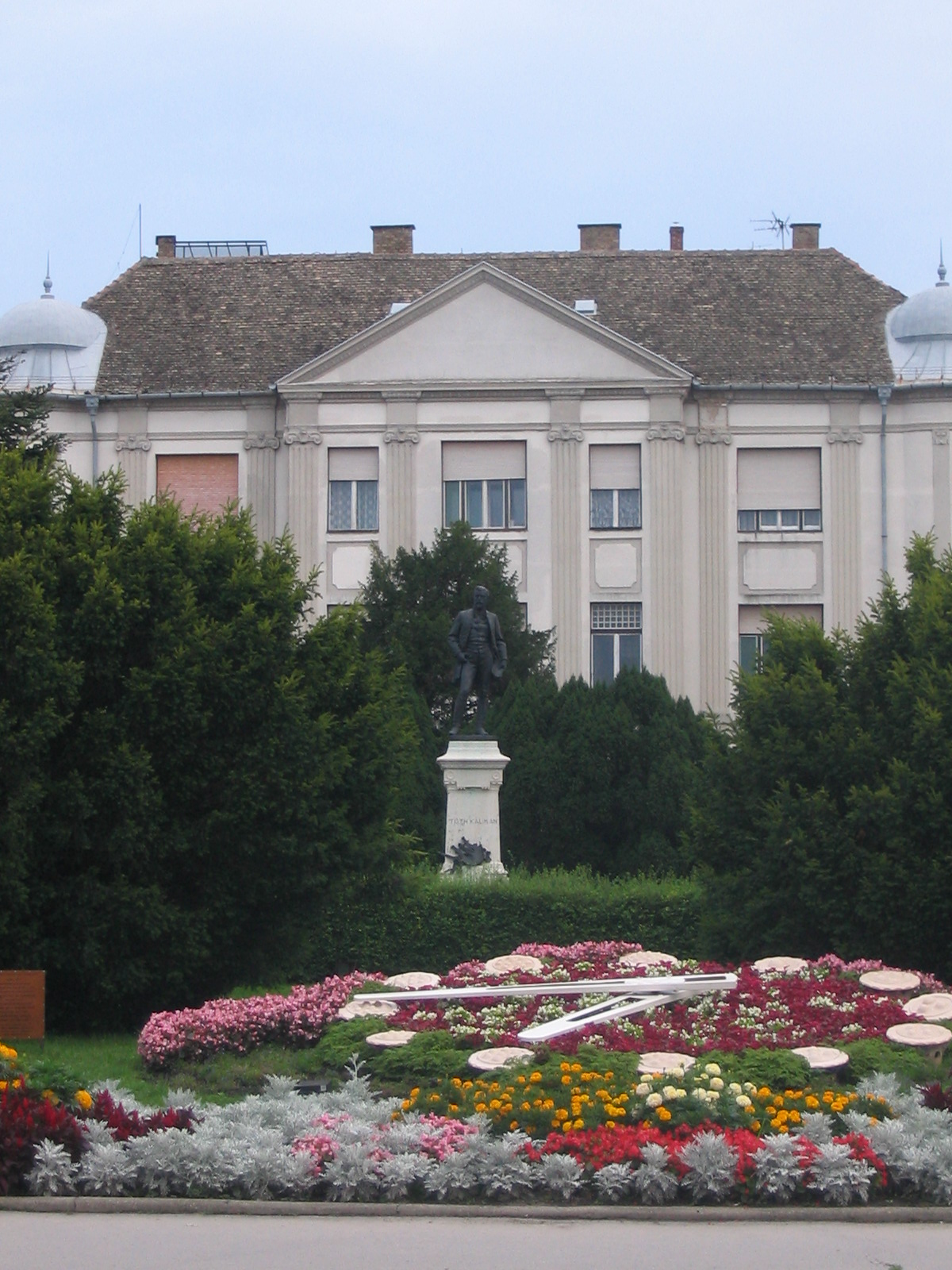
バヤ
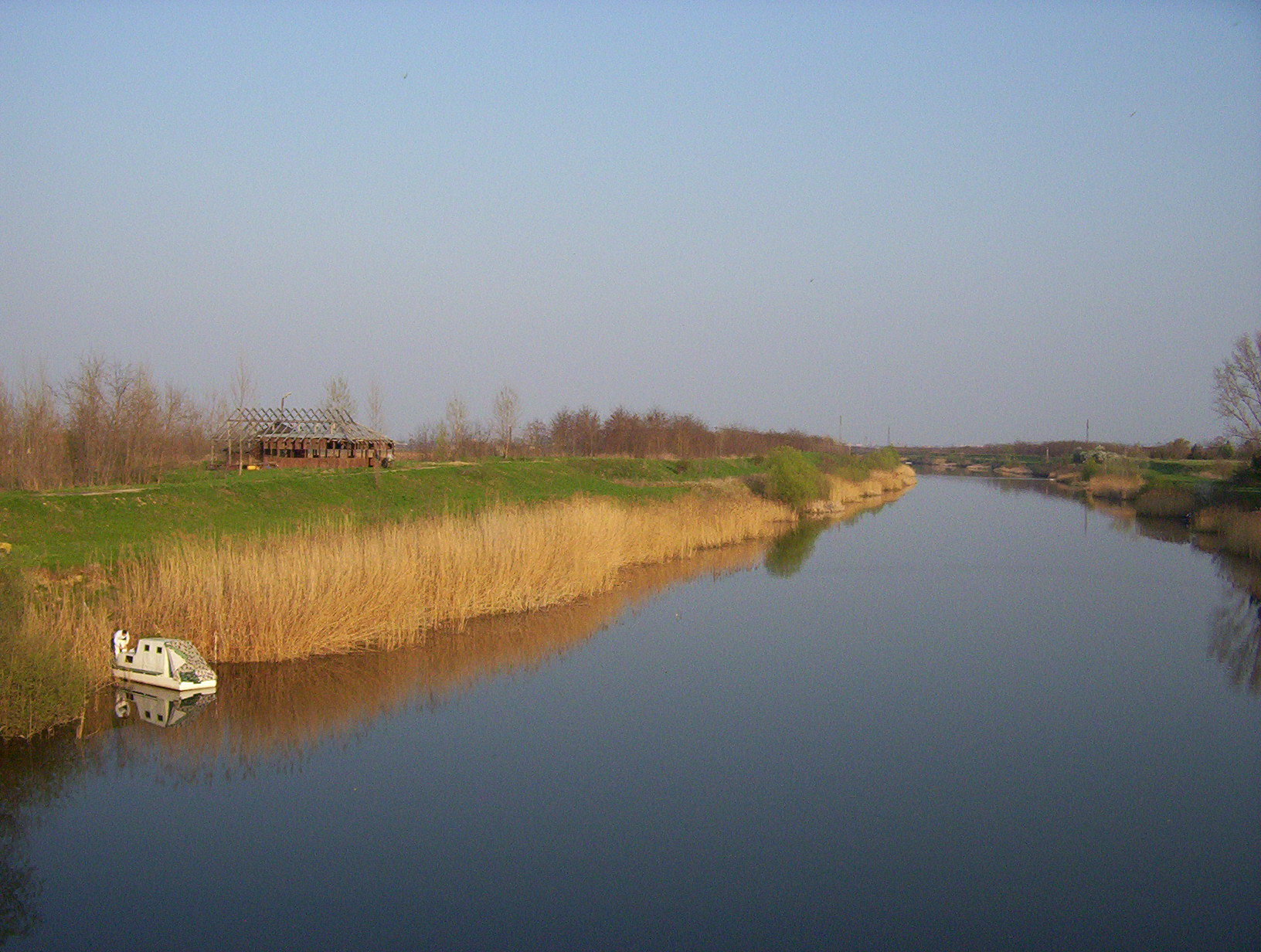
ノヴィ・サド近郊の村・ルメンカ付近のドナウ＝ティサ＝ドナウ運河 Danube-Tisa-Danube Canal
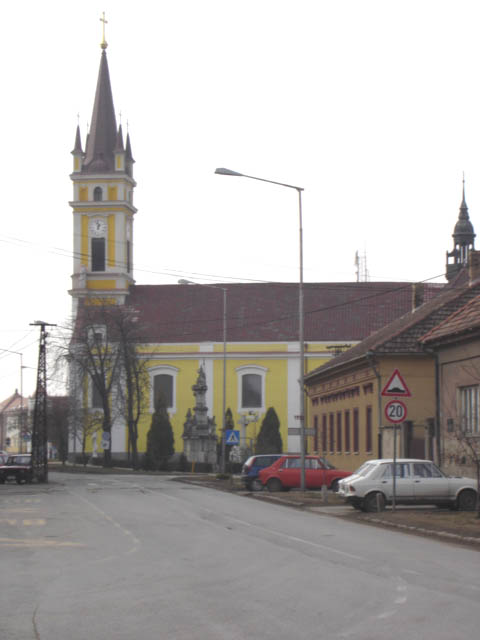
カニジャ
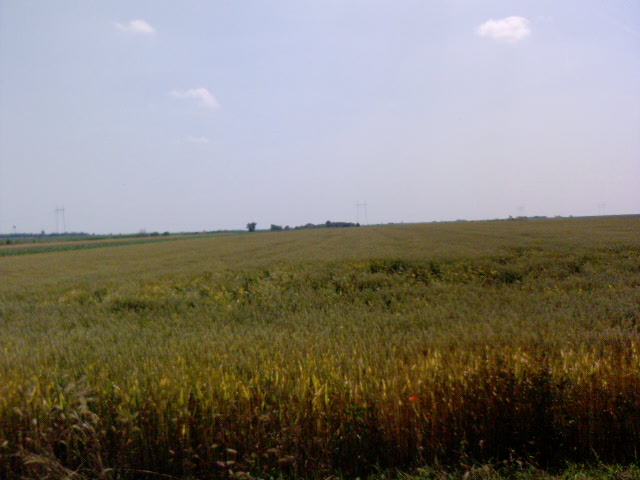
テメリン近郊の麦畑